# Euploea sada
Euploea sada är en fjärilsart som beskrevs av Hans Fruhstorfer 1904. Euploea sada ingår i släktet Euploea och familjen praktfjärilar. Inga underarter finns listade i Catalogue of Life.